# Pavane
Pavane hay Pavan, Paven, Pavin, Pavian, Pavine là một điệu nhảy phổ biến ở châu Âu vào thế kỷ 16.